# Octavio Ramos
Octavio Salvador Ramos Castillo (Pisco, Perú, 19 de diciembre de 2004) es un futbolista peruano. Juega como guardameta y su equipo actual es Foot Ball Club Melgar de la Liga 1 de Perú.

## Trayectoria

### FBC Melgar
Nacido en la ciudad de Pisco, es hermano del también futbolista Alejandro Ramos. En 2021, junto a su hermano, llegaría a Foot Ball Club Melgar, para integrar su equipo de reservas. En el mes de septiembre, junto a otros compañeros de la reserva, se uniría a las prácticas del primer equipo en Lima, ya que el torneo nacional se realizaba en dicha ciudad. Desde 2022, junto al equipo pudieron disputar el Torneo de Promoción y Reservas, que no se pudo disputar los dos años anteriores por la pandemia de COVID-19. Aquel y al año siguiente cayeron en las semifinales del torneo, donde compartía puesto con Ricardo Bettocchi Matallana y Joshua Bedoya.
De cara a la temporada 2024, se uniría a la pretemporada con el primer equipo junto a cinco compañeros de la reserva, para después ser presentado como parte del primer equipo, siendo el cuarto portero del equipo. Por esto, tendría más acción con el equipo de reservas, donde se afianzó como titular y disputó todos los partidos. Llegaron a la final, donde perderían en la final por 2-1 ante Universitario en Lima. Tras ser finalistas, obtuvieron uno de los cupos para la nueva Liga 3.
Para 2025, volvería a ser parte del primer equipo, siendo a la vez inscrito con el segundo equipo que disputaría la Liga 3. Haría su debut con el segundo equipo el 27 de abril, en la primera fecha, donde visitarían Calca para enfrentar a Juventud Alfa, siendo una derrota por 2-1.

## Estadísticas
| Club                       | Div.          | Temporada     | Liga | Liga | Liga | Copas nacionales(1) | Copas nacionales(1) | Copas nacionales(1) | Copas internacionales(2) | Copas internacionales(2) | Copas internacionales(2) | Total | Total | Total |
| Club                       | Div.          | Temporada     | PJ   | GR   | VI   | PJ                  | GR                  | VI                  | PJ                       | GR                       | VI                       | PJ    | GR    | VI    |
| -------------------------- | ------------- | ------------- | ---- | ---- | ---- | ------------------- | ------------------- | ------------------- | ------------------------ | ------------------------ | ------------------------ | ----- | ----- | ----- |
| F. B. C. Melgar "B" · Perú | 3.ª           | 2025          | 6    | 8    | 3    | —                   | —                   | —                   | —                        | —                        | —                        | 6     | 8     | 3     |
| F. B. C. Melgar "B" · Perú | Total club    | Total club    | 6    | 8    | 3    | 0                   | 0                   | 0                   | 0                        | 0                        | 0                        | 6     | 8     | 3     |
| Total carrera              | Total carrera | Total carrera | 6    | 8    | 3    | 0                   | 0                   | 0                   | 0                        | 0                        | 0                        | 6     | 8     | 3     |